# Xylocrius cribratus
Xylocrius cribratus là một loài bọ cánh cứng trong họ Cerambycidae.